# Moln på drift
Moln på drift (finska: Kauas pilvet karkaavat) är en finländsk dramakomedifilm från 1996 i regi av Aki Kaurismäki, med Kati Outinen och Kari Väänänen i huvudrollerna. Den handlar om ett par i Helsingfors som öppnar en restaurang efter att båda har blivit arbetslösa. Filmen är den fristående första delen i Kaurismäkis Finlandstrilogi; den följdes av Mannen utan minne från 2002 och Ljus i skymningen från 2006.
Filmen tävlade vid filmfestivalen i Cannes 1996. Den gick upp på bio i Sverige 22 november 1996. Den fick Jussistatyetten för Bästa film, Bästa regi, Bästa manus, Bästa kvinnliga huvudroll (Outinen) och Bästa kvinnliga biroll (Elina Salo).

## Medverkande
- Kati Outinen som Ilona
- Kari Väänänen som Lauri
- Elina Salo som fru Sjöholm
- Sakari Kousmanen som Melartin
- Markku Peltola som Lajunen
- Matti Onnismaa som Forsström
- Matti Pellonpää som barnet på fotot
- Pietari som Pietari
- Shelley Fischer som pianisten